# Равногорски одбори
Крајем 1943. године Дража наређује стварање мреже равногорских одбора, који постају база Централног националног комитета Краљевине Југославије. После Светосавског конгреса, они ће постати база Југословенске народне демократске заједнице, у коју су ушле и политичке странке (чија инфраструктура је такође чинила базу ЦНК).